# Zdeno Miškolci
Zdeno Miškolci (* 17. listopadu 1956) je bývalý slovenský fotbalista, útočník.

## Fotbalová kariéra
V československé lize hrál za Plastiku Nitra a ZVL Žilina. Nastoupil v 75 ligových utkáních a dal 7 ligových gólů.

## Ligová bilance
| Ročník                                   | Zápasy | Góly | Klub           |
| ---------------------------------------- | ------ | ---- | -------------- |
| 2. československá fotbalová liga 1976/77 | -      | -    | ZŤS Martin     |
| 1. československá fotbalová liga 1976/77 | 4      | 1    | ZVL Žilina     |
| 1. československá fotbalová liga 1977/78 | 10     | 0    | ZVL Žilina     |
| 1. československá fotbalová liga 1981/82 | 25     | 2    | Plastika Nitra |
| 1. československá fotbalová liga 1982/83 | 27     | 4    | Plastika Nitra |
| 1. československá fotbalová liga 1983/84 | 4      | 0    | Plastika Nitra |
| 1. československá fotbalová liga 1983/84 | 5      | 0    | ZVL Žilina     |
| CELKEM 1. liga                           | 75     | 7    |                |